# État des lieux (film)
Pour les articles homonymes, voir État des lieux.
Pour plus de détails, voir Fiche technique et Distribution.
État des lieux est un film français réalisé par Jean-François Richet, sorti en 1995.

## Synopsis
La banlieue est le poumon de Paris. Si chaque matin, des milliers de travailleurs quittent la banlieue pour aller vers la capitale, il existe une fraction de la population banlieusarde qui refuse ce schéma. Pierre Céphas est un de ceux-là. Il travaille en usine, traîne au pied de son immeuble, s'entraîne au club de boxe du quartier.
Quotidiennement, il est confronté aux zèle des forces de l'ordre, à la rudesse du monde du travail et à l'omniprésence des petits chefs. Pour oublier cet univers aussi violent que dangereux, il se ressource au sein de sa famille et au contact de quelques amis. Personnage réaliste, il est tout à fait conscient de sa condition sociale. État des lieux est une chronique sociale, parfois drôle, parfois acide ou cynique, qui conte les joies et les déboires d'un citoyen de France.
Le discours du film est clairement marxiste. Il appelle le prolétariat à l'insurrection, à travers le discours de plusieurs personnages, dont le principal, mais encore par le vidéo clip du rappeur Base Enemy, qui constitue l'une des séquences du film.

## Fiche technique
Sauf indication contraire, les informations mentionnées dans cette section peuvent être confirmées par la base de données cinématographiques IMDb,  présente dans la section « Liens externes ».
- Titre original : État des lieux
- Réalisation : Jean-François Richet
- Scénario : Jean-François Richet et Patrick Dell'Isola
- Musique : Assassin, Base Enemy
- Photographie : Michel Abramowicz, Pierre Boffety et Valérie Le Gurun
- Montage : Jean-François Richet et Catherine Zins
- Production : Jean-François Richet et Patrick Dell'Isola
- Société de production : Actes et Octobre Production
- Distribution : MKL Distribution (France)
- Pays de production :  France
- Format : noir et blanc - 1,85:1 - Mono - 35 mm
- Genre : action, comédie dramatique
- Budget : 260 000 francs (40 000 €)[1]
- Durée : 80 minutes
- Date de sortie :

France : 14 juin 1995

## Distribution
- Patrick Dell'Isola : Pierre Céphas
- Yannick Lee Trebalag
- Blaise Stenzy Nioka
- Donald Kibouillou
- Arco Descat C.
- Jean-Claude Hodebourg
- Holiden Kibouillou
- Fabrice Guibora
- Fred Morisse
- Luc Gillig
- Unit Technik
- Stéphane Ferrara : Uzi
- Cyril Aubin
- Cyrille Autin : Samouraï
- Laurent Delatte : Ouvrier
- Gwenole Guyomard : le chef d'atelier
- Lionel Teng : le boxeur
- François Dyrek : Dédé, le père
- Andrée Damant : la mère
- Laurent Richet : Laurent, le frère
- Laurent Menoury : l'autre frère
- Anne-Cécile Crapie : Deborah
- Marc de Jonge : agresseur 1
- Rémy Roubakha : agresseur 2
- Denis Podalydès : le recruteur (non crédité)
- Sebastien Faure : flic 1
- Patrick Paroux : flic 2
- Base Enemy : le rappeur
- Emmanuelle Bercot : Béatrice
- Franck Gourlat : Stéphane

## Distinction

### Nomination
- César 1996 : César de la meilleure première œuvre